# 安塔南包-馬南普齊區
安塔南包-馬南普齊區，是馬達加斯加的行政區，位於該國東部，由阿齊那那那區負責管轄，首府設於安塔南包-馬南普齊，面積1,342平方公里，2011年人口46,112，人口密度每平方公里19人。